# Télévision
Pour les articles homonymes, voir Télévision (homonymie) et TV (homonymie).
« Téloche » redirige ici. Pour la commune, voir Teloché.

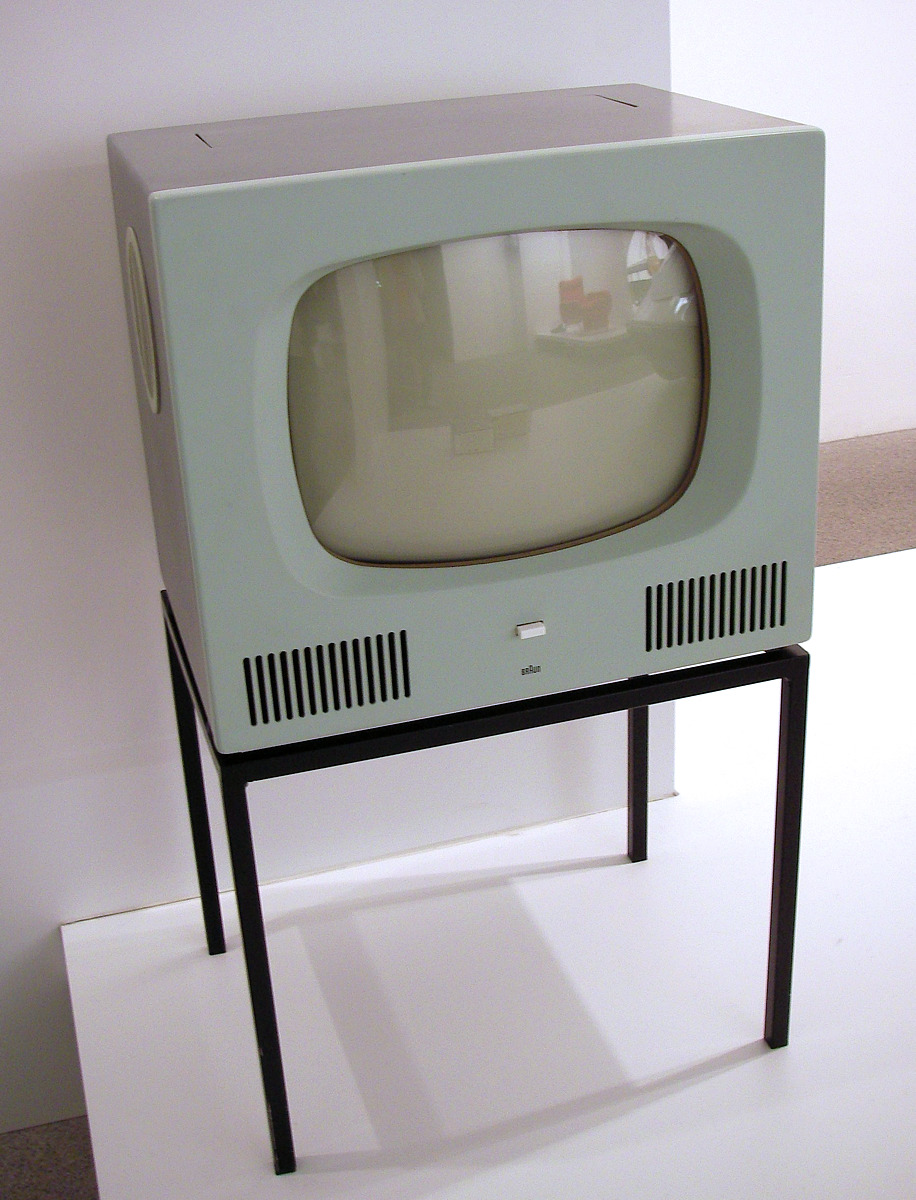
Un téléviseur Braun de 1958.

La télévision, également appelée télé dans le langage courant (par apocope) ou désignée par le sigle TV, est un ensemble de techniques destinées à émettre et recevoir des séquences audiovisuelles, appelées programme télévisé : émissions, films et éventuellement de séquences publicitaires ou séries. Le contenu de ces programmes peut être exploité selon des procédés analogiques ou numériques, tandis que leur retransmission peut être opérée par ondes radioélectriques de type terrestre ou satellite, par réseau câblé de type coaxial, par réseau filaire de télécommunications xDSL ou Internet ou encore, par réseau à fibre optique.
En langue française, l'appareil permettant d'afficher les images et restituer le son d'un programme est nommé « téléviseur » ou, par métonymie, « poste de télévision », « récepteur de télévision », simplement « télévision » ou « télé », voire « TV ».
La télévision est généralement conforme à un modèle économique, politique et culturel (financement public ou commercial, langues nationales ou régionales, genres et formats, réglementation et autorisation de diffusion…). Des normes et standards de télédiffusion sont fixés et adoptés par chaque pays.

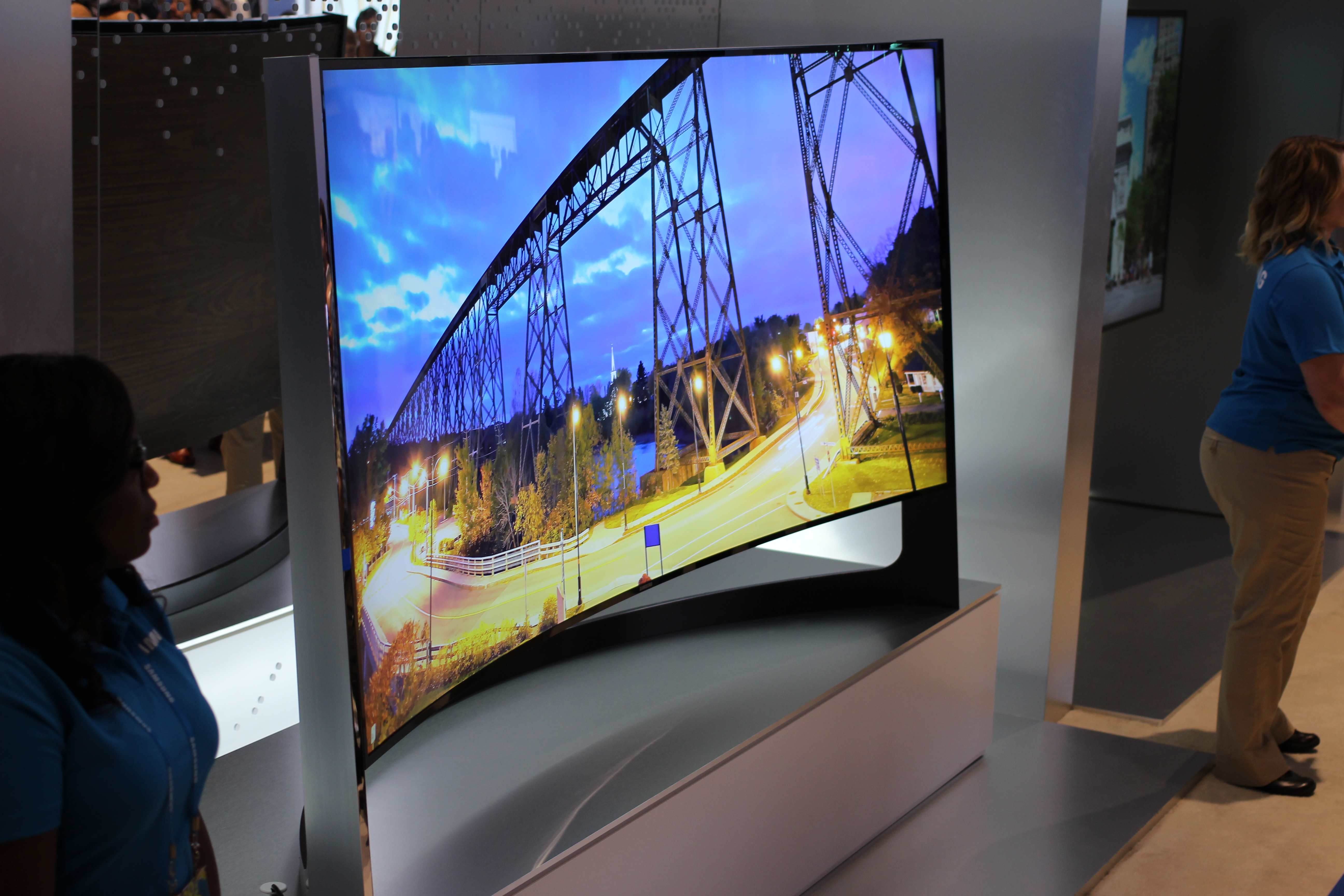
Un téléviseur UHD à écran incurvé, 2014.

## Étymologie
Le substantif féminin, télévision , composé de tele- ("loin" en grec) et visio ("vision" en latin). Il a été utilisé pour la première fois par l'ingénieur russe Constantin Persky dans son rapport au Congrès international d'éléctricité (Paris, 1900). Traduction du mot russe  телевизирование qu'il a employée l'année précédente lors du Congrès-pan russe d'électricité qui s'est tenu à Saint-Petersbourg en décembre 1899.
Le terme est réputé emprunté à l'anglais television. En 1927, l'auteur américain de science-fiction Hugo Gernsback, a prétendu, lorsqu'il lancé le magazine Television avoir forgé le mot. Il l'a employé en 1909 mais le terme est déjà apparu dans un article du Scientific American Supplement consacré au télégraphoscope d'Edouard Belin.

## Histoire
Parmi l'un des aspects historiques principaux pour le développement de la télévision sur le plan mondial, les chercheurs, laboratoires et entreprises privées ou publiques se sont efforcés d'améliorer la qualité de l'image, notamment en augmentant sa « définition ligne » qui caractérise son signal électronique ainsi que son affichage à l'écran. L'abandon des dispositifs mécaniques primitifs et l'introduction des circuits de balayage électroniques permettent à partir des années 1930, d'augmenter significativement ces valeurs, en approchant même dès les années 1940, une résolution à haute définition toutefois restreinte au noir et blanc. Durant cette période, une forte concurrence s'établit entre les acteurs du secteur, les industriels et les décideurs politiques.

## La course à la définition

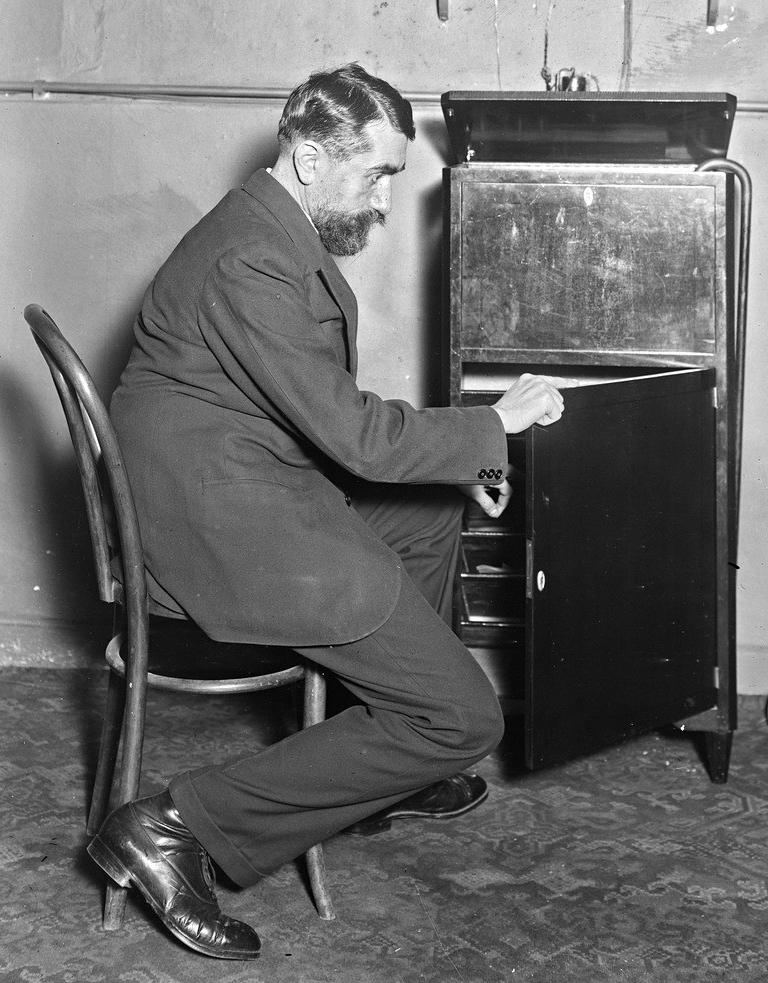
En France, René Barthélemy en 1931 avec un prototype de téléviseur.

Dès les années 1930, dans les laboratoires et chez les ingénieurs des principales nations industrialisées, une course s'engage pour concevoir et faire adopter par leur pays, la norme de télévision électronique encore en noir et blanc, dont l'une des caractéristiques essentielles est la définition ligne. Entre 1930 et la fin des années 1940, on passe de quelques dizaines de lignes de définition, à la haute définition, proche d'un millier de lignes.

### Contexte stratégique politico-industriel
La précision concernant les Techniques de télévision fait l'objet d'un article séparé.
Cette bataille techno-politique au sujet des normes de diffusion de la télévision en noir et blanc se déroule après la Seconde Guerre mondiale. Alors que la Grande-Bretagne reprend la télédiffusion en 1946, en préservant son format unique d’avant-guerre de 405 lignes jusqu'en 1964, les autres pays européens choisissent d'autres systèmes. Philips, fabricant néerlandais très influent, entend défendre son système à 567 lignes, adaptation du système américain à 525 lignes.
De son côté, le format à 625 lignes développé par des ingénieurs de télévision russes est notamment soutenu puis adopté par l’Allemagne et la Suisse. Ce format va s'imposer partout où la norme américaine à 525 lignes n'est pas adoptée. Après avoir provisoirement conservé le 441 lignes allemand, la France choisit de défendre sa propre norme de haute définition noir et blanc à 819 lignes, en s'isolant du reste du monde, avant d'adopter pour ses nouvelles chaînes dès 1963, le format 625 lignes créé par les soviétiques en 1946.

### Étapes importantes pour la course à la définition
Les étapes historiques les plus notables débouchent successivement sur le format :
- 30 lignes dans la télévision mécanique de John Logie Baird avec disque de Nipkow (1926) puis roue à miroirs (1931)[14]
- 343 lignes de NBC-RCA aux États-Unis, expérimenté en 1938[15].
- 375 lignes d'Allemagne, expérimenté en 1936[16]
- 405 lignes du Royaume-Uni, exploité de 1937 à 1985[17]
- 441 lignes de l'Allemagne, exploité en Europe entre 1935 et 1955[18].
- 455 lignes de la France entre 1937 et 1940[11]
- 525 lignes des États-Unis, de 1941 à 2010
- 567 lignes de Philips développé en 1948, jamais exploité[19]
- 625 lignes des soviétiques, créé en 1944, adopté en 1946 par l'URSS[13], exploité en Europe depuis 1948[20]
- 729 lignes de Thomson-Houston France et Telefunken Allemagne, expérimenté en 1943, jamais exploité[11]
- 750 lignes de la Compagnie Générale de TSF, France, en 1946, jamais exploité[11]
- 753 lignes d'Henri de France (Radio-Industrie), expérimenté en 1943, jamais exploité[21].
- 767 lignes d'Henri de France (Radio-Industrie), en 1944, jamais exploité[13]
- 819 lignes d'Henri de France, développé en 1944 et exploité de 1947 à 1983, en France[11].
- 1 000 lignes de John Logie Baird étudié à partir de 1944 en Angleterre et en couleur mais jamais exploité[22].
- 1 015 lignes de René Barthélemy, France, en 1946, jamais exploité[23]
- 1 042 lignes de la CdC France en 1947, jamais exploité[23]
- 1 050 lignes de CBS en 1983, format compatible avec le 525 lignes américain, jamais exploité[9].

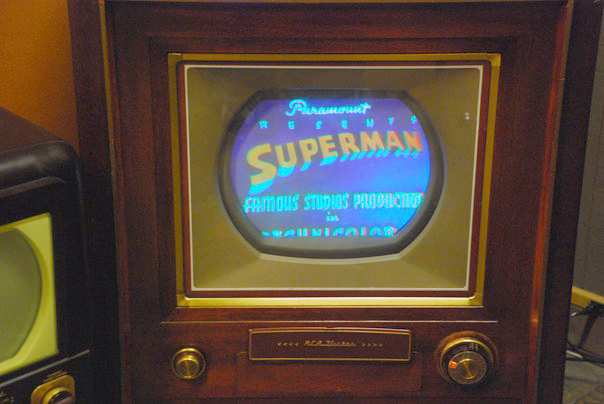
Le 31 mars 1954, le téléviseur couleur RCA modèle CT-100 est commercialisé aux États-Unis.

À partir du milieu des années 1950, la course à la couleur supplante celle relative à la définition de l'image TV, ce qui entraine l'abandon progressif des formats noir et blanc de définition 405 lignes britannique et 819 lignes français.
Les deux formats 525 lignes et 625 lignes subsistent jusqu'à aujourd'hui car ils font partie des définitions normalisées des systèmes vidéo numériques, tels que les signaux HDMI, notamment.

### Chronologie

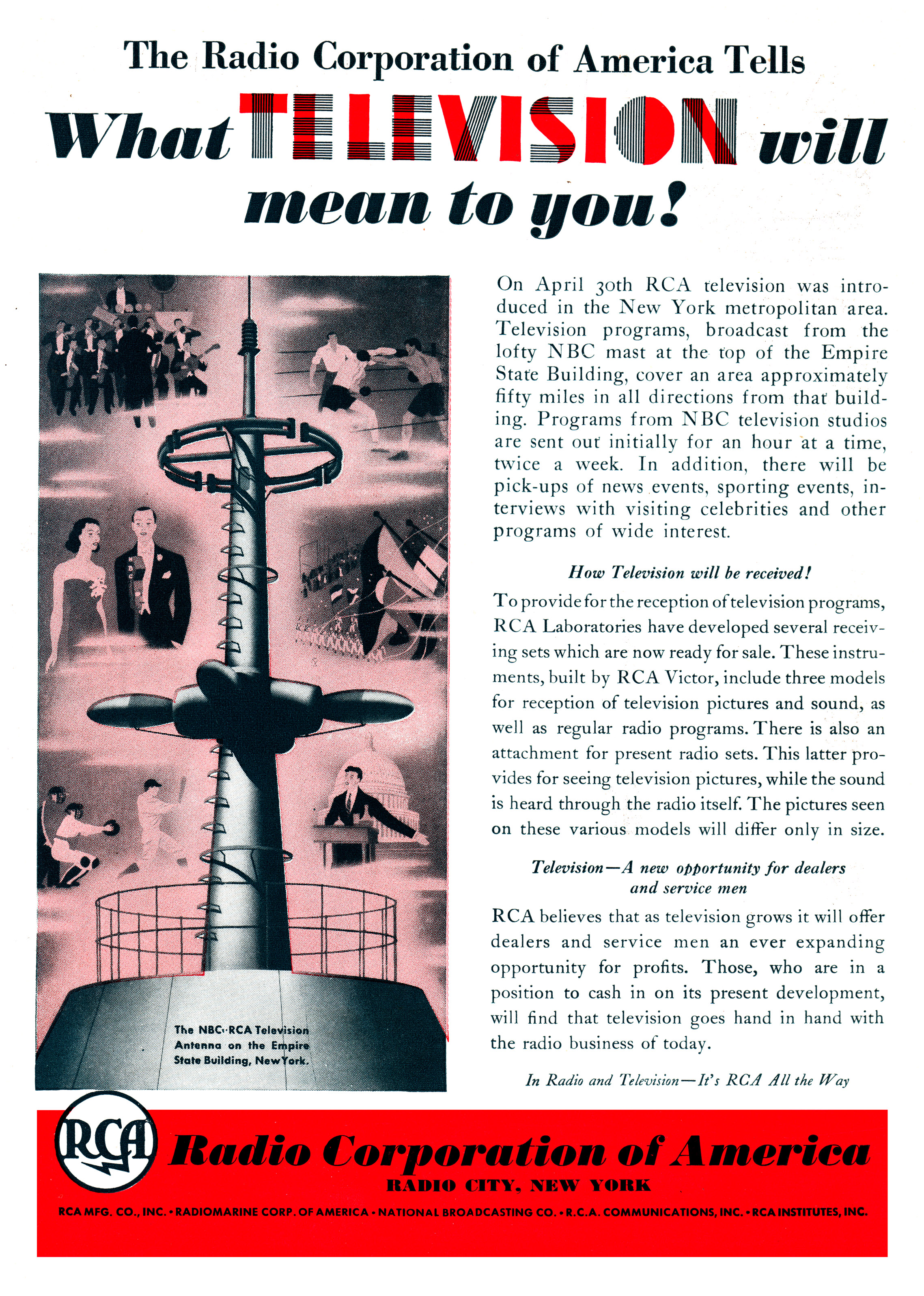
Affiche promotionnelle RCA-NBC vantant les débuts de la diffusion télévisée à New York (avril 1939).

- 1877-1878 : à la suite de la découverte des propriétés photosensibles du sélénium et de la conception par Carl Wilhelm Siemens d'un « œil électrique artificiel », divers « inventeurs » (Adriano de Paiva au Portugal, Constantin Senlecq en France, George R.Carey aux États-Unis, Julian Ochorowicz en Pologne) formulent des propositions d'appareils de transmission des images à distance basé sur l'usage du sélénium[26].
- 1882 : l'électricien britannique L.B. Atkinson imagine le premier système de balayage par tambour de miroirs, qui sera théorisé en 1889 par l'Alsacien Lazare Weiller et utilisé par différents systèmes de télévision mécanique dans les années 1920[27].
- 1884 : l'inventeur allemand Paul Nipkow fait breveter un dispositif d'analyse d'images par lignes, le disque de Nipkow, qui est un des deux systèmes de balayage de la télévision mécanique.
- 1897 : invention du tube cathodique par Karl Ferdinand Braun[28].
- 1900 : lors du Congrès international d'électricité qui a lieu à Paris dans le cadre de l'Exposition universelle, l'ingénieur russe Constantin Perskyi présente une communication « Télévision au moyen de l'électricité » qui est la première apparition du terme en français[29].
- 1921 : Édouard Belin transmet une image fixe par radio et non plus par téléphone avec son bélinographe inventé en 1907 et effectue des essais de télévision en 1926.
- 1926, le 26 janvier : L'Écossais John Logie Baird effectue, à Londres, la première retransmission publique de télévision en direct : télévision à système mécanique (sans tube cathodique).
- 1928 : Hovannes Adamian procède à la démonstration de télévision en couleur, à Londres.
- 1931, le 14 avril : première transmission française, par René Barthélemy, devant 800 invités, d'une image de trente lignes (court-métrage et prises de vues en direct) entre le laboratoire de la Compagnie des Compteurs de Montrouge et l'école supérieure d'électricité de Malakoff située à 2 kilomètres, présentée par Suzanne Bridoux. C'est la première transmission par émetteur, d’autres ayant été réalisées précédemment mais par fil[30].
- 1935, le 26 avril : inauguration par le ministre des PTT Georges Mandel de la première émission officielle publique de télévision française, en 60 lignes, sur la chaine Radio PTT Vision présentée par la comédienne Béatrice Bretty au 97 rue de Grenelle.
- 1937, le 12 mai : premier reportage en direct par la BBC, lors du couronnement du roi George VI, puis français, lors de l'inauguration de l'Exposition universelle de 1937.
- 1944 : les Français René Barthélémy et Henri de France mettent au point la définition de la télévision à 819 lignes.
- 1946, la définition vidéo à 625 lignes est développée en Russie.
- 1948, le 20 novembre : Avec la Belgique, la France est l'un des rares pays à adopter la haute définition noir et blanc à 819 lignes, les autres pays d'Europe choisissant les 625 lignes.
- 1951 : Premières émissions publiques expérimentées en couleurs aux États-Unis.
- 1952 : Premières transmissions télévisées en Belgique à la norme 819 lignes.
- 1953 : Le couronnement d'Élisabeth II est suivi en direct par 20 millions de personnes rien que dans le Royaume-Uni.
- 1962, le 11 juillet : premières images de télévision transmises en direct par satellite entre Andover (Maine) (États-Unis)[31] et Pleumeur-Bodou (Bretagne, France)[32].
- 1964 : création du premier écran à plasma, inventé dans une université de l’Illinois aux États-Unis par Donald L. Bitzer et H. Gene Slottow.
- 1964 : Début du réseau Eurovision centralisé autour d'une régie installée à Bruxelles.
- 1967 : le Secam, standard de codage de la vidéo en couleurs sur 625 lignes inventé par Henri de France, est adopté pour la télédiffusion française. L'URSS et les pays satellites d'Europe de l'Est s'y rallieront tout comme la plupart des pays francophones d'Afrique et du Moyen-Orient.

### Moyens techniques et pionniers
La télévision est un moyen technique de retransmettre par ligne électronique, diffuser par émission hertzienne ou véhiculer sur un réseau numérique comme internet de façon séquentielle, les éléments d'un signal vidéo et audio constitué d'une image analysée et restituée point par point, ligne après ligne. À l'origine, un dispositif mécanique permet l'exploration d'un ensemble de cellules photoélectriques ou la rotation motorisée du capteur. Plus tard, le balayage de la trame s'effectue par un mince faisceau d'électrons par l'analyse cathodique et la première image vidéo composée d'éléments de sélénium est décrite en 1877, par l'ingénieur américain George R. Carey de Boston. Inspiré par le Pantélégraphe de Caselli (1856), le principe du balayage apparaît en 1879, dans un projet de « télectroscope » de Constantin Senlecq, notaire dans le Pas-de-Calais : un mécanisme de pantographe explore la face arrière d'un verre dépoli sur lequel est projetée l'image d'un objet.

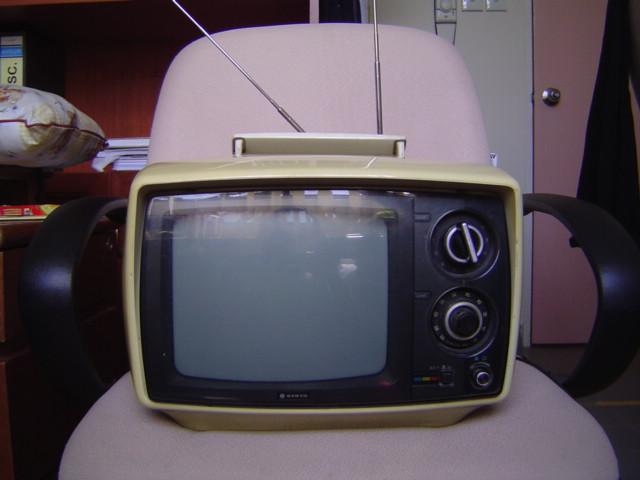
Un téléviseur portatif.

En 1884, l'ingénieur allemand Paul Nipkow dépose un brevet de « télescope électrique » (elektrisches Teleskop). Un disque, percé à sa périphérie de trous disposés selon une spirale centripète, analyse en tournant les brillances d'une ligne de l'image transmise par un objectif. Le décalage des trous permet de passer d'une ligne à l'autre. Dans ces divers cas, le caractère réversible de chacun des procédés doit assurer la reproduction de l'image. En 1891, Raphael Eduard Liesegang publie l'ouvrage Beiträge zum Problem des electrischen Fernsehens (Contribution sur la question de la télévision électrique). L'ouvrage de R.W. Burns, Television, an International History of the Formative Years. The Institution of Electric Engineers, ne mentionne pas Liesegang, mais il dit que Rosing (cité ci-dessous) reconnaît sa dette envers lui. En 1907, le russe Boris Rosing dépose un brevet qui propose d'utiliser un tube cathodique, perfectionné en 1898 par Ferdinand Braun, pour reproduire une image analysée par des moyens électromagnétiques. L'année suivante, un Anglais, Campbell-Swinton, propose l'utilisation du tube cathodique aussi bien à l'analyse qu'à la reproduction de l'image. Aucun de ces projets ne mentionne la reproduction du mouvement. Ces projets conduisent Vladimir Zworykin, un Russe émigré aux États-Unis, à déposer en 1923 un brevet de télévision « tout électronique » (all electronic), alors qu'en Grande-Bretagne Logie Baird obtient une licence expérimentale en 1926 pour son « Televisor ». Les années 1930 allaient alors être marquées par des tentatives diverses d'émissions en Europe, principalement par la BBC de Grande-Bretagne, ainsi qu'aux États-Unis, mais la bataille entre les différentes licences et techniques utilisées d'une part, et la Seconde Guerre mondiale d'autre part, allaient retarder l'avènement de la télévision comme média populaire.
Au sortir de la seconde guerre mondiale, les États-Unis sont les premiers à souhaiter imposer une normalisation technique simplifiant la progression rapide des stations d'émission et un accroissement rapide du parc des récepteurs : (30 000 en 1947, 157 000 en 1948, 876 000 en 1949, 3,9 millions en 1952). « L'année 1949 est [alors] celle de l'explosion. La grille des programmes de l'automne abonde en émissions en tout genre, annonciatrices de ce que nous pouvons voir à l'écran aujourd'hui : fictions comiques et dramatiques, théâtre, films, sport et, bien sûr, variétés et jeux de connaissances générales richement dotés. ». Le 14 février 1957, le pape Pie XII fait de Claire d'Assise la sainte patronne de la télévision.
À partir des années 1950, la télévision connaît une expansion rapide à travers le monde. Aux États-Unis, la National Television System Committee (NTSC) impose une standardisation du signal couleur en 1953, tandis qu'en Europe, deux normes concurrentes apparaissent : PAL (Phase Alternating Line), développé en Allemagne par Walter Bruch en 1963, et SECAM (Séquentiel couleur à mémoire), conçu en France par Henri de France en 1956 et officiellement adopté en 1967. Ces standards permettent la généralisation de la télévision en couleur au cours des années 1960 et 1970.
Dans les décennies suivantes, la télévision s’impose comme un média dominant. L'essor des satellites de communication dans les années 1960, marqué par le lancement du satellite Telstar en 1962, facilite la diffusion des programmes à l’échelle internationale. Le développement du câble dans les années 1970 et 1980 permet d’accroître le nombre de chaînes disponibles et améliore la qualité du signal.
Les années 1990 marquent l’arrivée de la télévision numérique terrestre (TNT), qui remplace progressivement la transmission analogique. Le premier service de télévision haute définition (HDTV) est introduit au Japon en 1989 avec le standard MUSE, suivi par l’adoption du format numérique MPEG-2 dans les années 1990. La transition vers le numérique s’accélère au début du XXIᵉ siècle avec l’arrêt progressif des signaux analogiques dans de nombreux pays, offrant une meilleure qualité d’image et de son ainsi qu’une gestion optimisée du spectre hertzien.
Parallèlement, l’avènement d’Internet révolutionne la télévision avec la diffusion de contenus via les protocoles IP (Internet Protocol). Dès les années 2000, la télévision sur IP (IPTV) comme celle du service Atlas Pro 1 permet la transmission de programmes en direct et à la demande à travers des réseaux haut débit. L’essor des services de streaming, tels que Netflix (créé en 1997 et converti au streaming en 2007) et YouTube (lancé en 2005), bouleverse les modes de consommation audiovisuels en offrant une alternative aux chaînes traditionnelles. Ces plateformes exploitent la compression vidéo avancée (H.264, HEVC) et le déploiement de la 4K et 8K, garantissant une qualité optimale sur les écrans modernes.
Aujourd’hui, la convergence entre télévision, Internet et intelligence artificielle ouvre la voie à de nouvelles expériences interactives, où la télévision connectée et la personnalisation des contenus redéfinissent le paysage audiovisuel mondial.

## Normalisation internationale

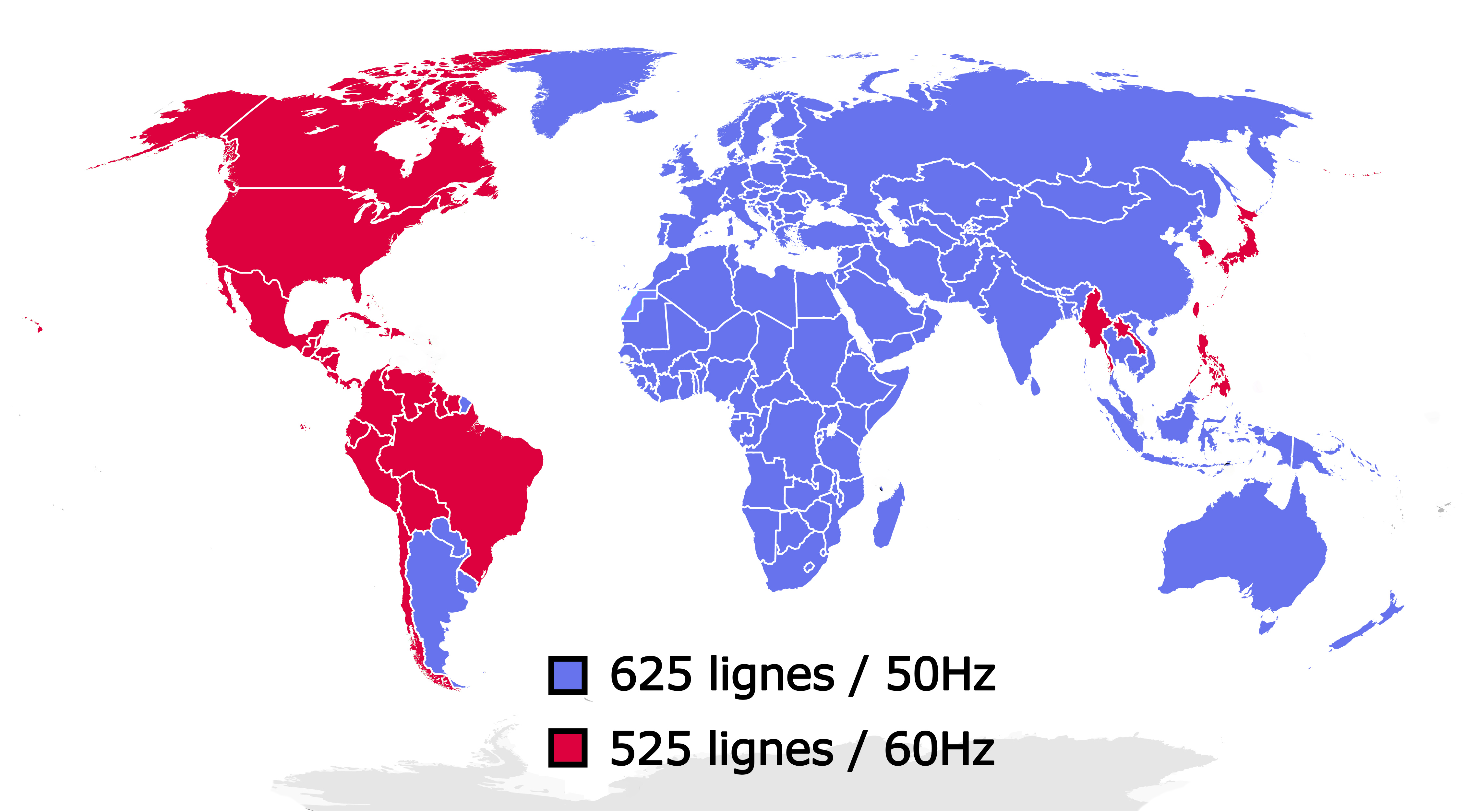
Carte mondiale de répartition par pays, du format de télévision et vidéo analogique, caractérisé par la définition et la fréquence du courant électrique local. Répartition en vigueur à partir de 1985. À ne pas confondre avec la norme de télédiffusion ou avec le standard couleur NTSC, PAL ou SÉCAM. Voir Fréquences des canaux de télévision

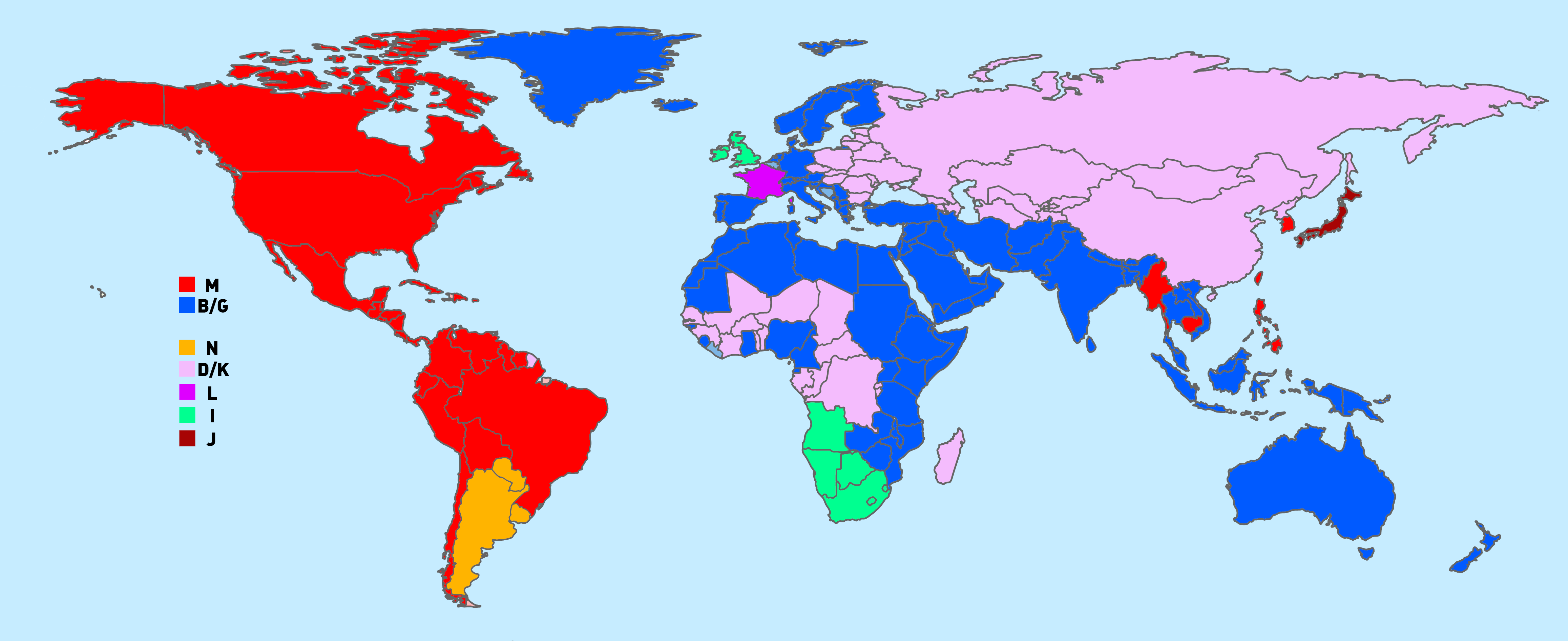
Carte mondiale de répartition par pays, des normes de télédiffusion analogique terrestre, symbolisées par une lettre. À ne pas confondre avec le standard couleur NTSC, PAL ou SÉCAM. Voir Fréquences des canaux de télévision

### Principes, équipements et notions de base
- Vidéo
- Tube cathodique
- Téléviseur
- Antenne
- Parabole
- Boitiers numériques
- Streaming
- Podcast

### Standards de diffusion

#### En analogique
- NTSC
- PAL ou PAL/SECAM
- SECAM
- Pas d’information

- SECAM,
- NICAM,
- PAL,
- NTSC,
- D2MAC

#### En numérique
- MPEG,
- MPEG2
- MPEG4 pour la diffusion par satellite et la TNT

### Moyens de diffusion
- Télévision
  - Télévision analogique terrestre
  - Télévision numérique terrestre ou TNT
- Télévision par câble
- Télévision par satellite
- Télévision par ADSL ou fibre optique (FTTH), sur réseau d'opérateur télécom
- Web TV et flux vidéo, streaming
- Télévision par MMDS
- Télévision sur téléphone mobile
- Télévision amateur, émissions de télévision réalisées par des Radio-amateurs.

### Moyens de réception
- Les antennes
- Qualité de réception en télévision terrestre
- La qualité de réception en numérique MPEG-2
- Réception et enregistrement de la télévision

## Aspects réglementaires et économiques

### Autorisation de diffuser
- Attribution des fréquences et Licences d'émission
- Régimes juridiques
- Autorités de contrôle

### Modèles et profils de Chaînes
- Chaines publiques / chaines privées
- Chaîne de télévision généraliste / Chaîne de télévision thématique

### Mesure de l'audience
- Audience (média)

### Financement
- La redevance audiovisuelle
- La publicité télévisée
- L'abonnement
- Le paiement à la carte (pay per view)

## Aspects sociétaux

### Média de masse dominant
« Aux États-Unis, le nouveau média a évincé la radio et le cinéma pour s’imposer comme la forme de divertissement populaire standard dans les années 1950 ; pays prospère, la Grande-Bretagne a suivi dans les années 1960 » rapporte l’historien Eric Hobsbawm.
En France, en 2007 chaque famille possède en moyenne 1,8 téléviseur, selon le cabinet d’audit GfK.
Selon une enquête menée au cours de l’année 2006 auprès des Français, la télévision resterait allumée en moyenne six heures par jour.

### Les études en sciences sociales
Durant les années 1990 en France, le sociologue Pierre Bourdieu a travaillé à comprendre la sociologie des médias, y compris la télévision avec son livre Sur la télévision.
La télévision est un sujet vaste analysé par de nombreux courants et disciplines des sciences sociales. Parmi ce lot, Henrion-Dourcy en répertorie plusieurs :
- Les Cultural studies (études de la réception, publics actifs)
- Les études de la communication (champ politique national ou global, études d’impact)
- La Social theory (opposition structure/pouvoir d’agir, théories de la gouvernance)
- La sociologie (sphère publique, mouvements sociaux)
- L’économie politique (la télévision est comprise ici comme une industrie culturelle)
- Les Postcolonial studies (étude critique de la modernité comme rapport à l’Occident dans ses agissements postcoloniaux)
- Les théories de la globalisation (homogénéisation versus hétérogénéisation culturelle, impérialisme culturel, hybridité, modernités alternatives)
- Les théories du transnationalisme (loyautés multiples, identités flexibles).

Les études sociales des médias touchent donc par défaut plusieurs disciplines.
Plus spécifiquement, les recherches anthropologiques sur la télévision, quant à elles, ont débuté par la publication, dès le début des années 1980, d’articles sur des études de cas de l’impact de la télévision sur certaines communautés. Parmi eux, il y a Granzberg et Steinberg chez les Algonquins, Graburn chez les Inuits, Kent chez les Navajos. Quelques monographies marquantes se sont ajoutées à la liste : Naficy sur les immigrés iraniens de Los Angeles, Gillespie sur les immigrés indiens du nord de l’Angleterre.
Le sociologue américain Joseph T. Klapper (1917-1984) s'est consacré à l'étude des effets de la télévision sur le comportement, et sa principale conclusion est qu'elle n'a qu'un effet indirect sur l'opinion.

### La qualité des programmes
- Les chaînes de télévision sont accusées de céder à la facilité dans la diffusion des programmes au détriment de la qualité[49].
- La neutralité des programmes de télévision est considérée par certains comme discutable, ils la voient comme participant autant à la désinformation qu'à l'information des spectateurs[50].
- Les séries télévisuelles sont accusées d'être des fictions qui ne reflètent qu'une réalité socialement bornée et qui peuvent déformer le sens des réalités chez les téléspectateurs[51].
- La télévision est accusée par certaines associations d'être une machine fonctionnant au service des grandes entreprises diffusant des séquences de publicité (les « annonceurs »). La déclaration de Patrick Le Lay, président de la première chaîne française TF1 sur son rôle de vente de « temps de cerveaux disponible » aux annonceurs a été interprétée par ces associations comme un aveu de la réalité de la télévision. Le Lay déclare en juillet 2004 : « dans une perspective « business », soyons réaliste : à la base, le métier de TF1, c'est d'aider Coca-Cola, par exemple, à vendre son produit. […] Or pour qu'un message publicitaire soit perçu, il faut que le cerveau du téléspectateur soit disponible. Nos émissions ont pour vocation de le rendre disponible : c'est-à-dire de le divertir, de le détendre pour le préparer entre deux messages. Ce que nous vendons à Coca-Cola, c'est du temps de cerveau humain disponible[52]. »
- La logique mercantile de la télévision expliquerait, selon ses critiques[Qui ?], la réduction au cours des dernières années de la durée de chaque plan. Christophe Girard, adjoint au maire de Paris et chargé de la culture, écrit, dans la page Débat du journal Le Monde du 24 août 2008, que chaque plan « excède désormais rarement dix secondes », ce qui contribue à « placer l'esprit du téléspectateur sous tutelle, dans un état de fascination télévisuelle ». Cela nuit par ailleurs, selon lui, au fond des émissions : « À la télévision, couper l'image est un moyen très efficace de couper la parole, voire de détruire la pensée ou de noyer le poisson... Ce saucissonnage des plans rend difficile la production d'une pensée qui ait un peu de continuité. Chaque intervention ne dure pas plus d'une ou deux minutes et se voit elle-même découpée en tranches de cinq secondes »[53].

### Effet sur le sommeil et la concentration
- Plusieurs études scientifiques ont montré que la télévision altère le sommeil chez les enfants, provoquant des heures irrégulières ou tardives de coucher ou en suscitant de l’agitation avant le coucher[54]. Une étude scientifique publiée en 2008 concernant l’impact de la télévision sur les jeunes enfants (4 à 35 mois) montre que « les enfants de moins de trois ans regardant beaucoup la télévision auraient un sommeil agité et se réveillent plusieurs fois durant la nuit. Pour l’auteur de l’étude, le problème posé est de grande importance, car beaucoup de parents comptent sur la télévision pour endormir leurs enfants »[55]. En France, la Caisse d’allocations familiales dispense le conseil suivant : « La télévision est une dévoreuse de temps de sommeil : les films ou feuilletons du soir retardent le coucher et les dessins animés du mercredi, du samedi et du dimanche matin incitent l’enfant à se lever »[56].
- La télévision est accusée de développer la passivité, ainsi qu’une dégradation de la condition physique des spectateurs par des comportements associés : grignotage et manque d’activité[réf. nécessaire].

#### Dans la culture populaire
Dans La Grande Lessive (!) (1968), Jean-Pierre Mocky raconte l'histoire d'un professeur de littérature qui, déplorant les effets de la télévision sur la concentration et le sommeil de ses élèves, décide de saboter la télévision en appliquant un produit chimique sur les antennes de télévision.

### Effets sur le développement de l'enfant

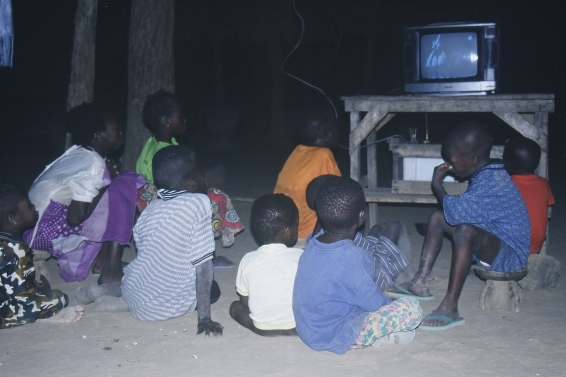
Enfants devant un poste de télévision, Mali, 2014

La télévision serait dangereuse pour le développement des bébés. En France, la direction générale de la santé (DGS) a publié un avis négatif concernant les chaînes de télévision pour enfant, à la suite des travaux du groupe d’experts réunis le 16 avril 2008. Les associations familiales et les syndicats d’enseignants réunis dans le Collectif inter-associatif enfance et média, rappelant que les chaînes de télévision destinées aux bébés représentent un danger pour leur santé et leur développement intellectuel et émotionnel, ont demandé aux pouvoirs publics l’interdiction des chaînes Baby TV et Baby first,.
Une enquête américaine publiée en octobre 2007, soutenue par la Fondation Tamaki et le National Institute of Mental Health, a été menée auprès de plus de 1 000 parents d'enfants âgés de 2 à 24 mois. Selon Frederick Zimmerman, chercheur à l'université de Washington et auteur principal de l'étude : « Si la télévision en quantité appropriée peut être utile à un certain âge pour les enfants et leurs parents, il a été démontré qu'un excès de télévision avant 3 ans est associé à des problèmes du contrôle de l'attention, un comportement agressif et un développement cognitif pauvre. ».
En comparant les performances des enfants à des tests cognitifs standardisés en fonction de la date d'introduction de la télévision dans les différentes villes américaines (entre 1940 et le milieu des années 1950), les économistes Matthew Gentzkow et Jesse Shapiro montrent que l'exposition à la télévision avant l'âge d'entrée à l'école n'a pas d'effet négatif sur les performances cognitives des enfants. Au contraire, il semble que l'exposition à la télévision avant l'entrée à l'école augmente légèrement les performances des enfants. L'effet sur les performances d'expression orale, de lecture et de connaissances générales est plus fort pour les enfants issus de famille dans lesquelles l'Anglais n'est pas la langue maternelle.
L'Académie américaine de pédiatrie, à la suite d'une méta-analyse de 50 études sur les conséquences de la télévision sur les enfants, émet la recommandation de bannir l'écran de télévision ou de l'ordinateur à tout enfant de moins de deux ans (90 % de ces enfants américains regardent une forme de média numérique 1 à 2 heures par jour), ces médias nuisant à leur attention et diminuant la communication des parents avec leur enfant.

### Effets sur la santé

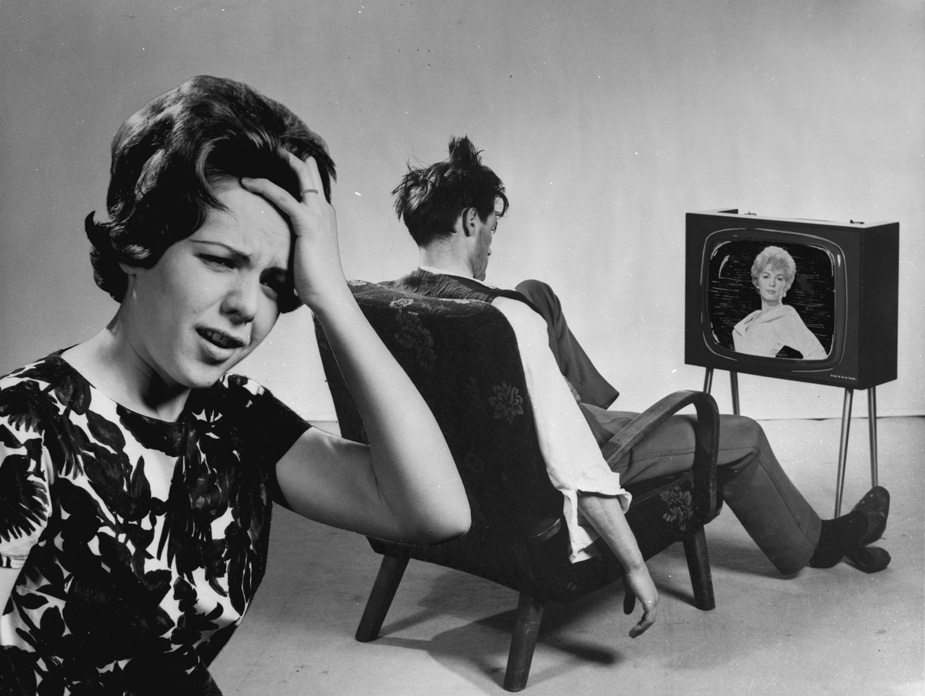
« Qu'est-il arrivé à l'homme que j'ai épousé ? », image de Turners (photographies), 1962.

La télévision est un facteur contribuant à l'augmentation de l'obésité à la fois par l'inactivité physique qu'elle entraîne pour le spectateur et par l'effet de la publicité pour des produits alimentaires souvent gras et sucrés. Il existe un lien entre une forte exposition aux publicités télévisées et l'obésité des jeunes de 2 à 18 ans. L'exposition à la publicité télévisée portant sur des aliments de haute densité énergétique (notamment sucrés et gras) est associée à une prévalence plus élevée de l'obésité.
De manière plus générale, le temps passé devant l'écran est corrélé avec une augmentation du risque de diabète de type II, de survenue de maladies cardio-vasculaires ainsi qu'une augmentation de la mortalité, toute cause confondue.
En 2011 un Français (Michel Desmurget, docteur en neurosciences) sort un livre (TV lobotomie  (ISBN 978-2-31500-145-3)) qui réunit les conclusions d'études parues sur plusieurs années. Abordant de multiples aspect de santé (ex : psychologie, développement intellectuel, répercussions sociales).
- 2011, un article dans L'Humanité Dimanche indique que la diffusion de violences à la télévision aurait pour objectif de favoriser la consommation de produits gras et sucrés (affichés lors des publicités)[67]. Inconvénient sur la télévision

Pour Christophe Piar, les médias en général, et la télévision en particulier, peuvent parfois avoir un impact sur les résultats des élections, avec ce que les chercheurs appellent des effets d'amorçage, d'association et de cadrage. Ces deux derniers effets ont en particulier contribué à la victoire de Nicolas Sarkozy lors de l'élection présidentielle de 2007. Les candidats ont ainsi tout intérêt à faire jouer à leur profit ces mécanismes, en essayant d'influencer au maximum les journalistes dans leur travail de fabrication de l'information.

#### Effet sur la participation électorale
En comparant la participation électorale par ville en fonction de la date d'introduction de la télévision aux États-Unis, l'économiste Matthew Gentzkow montre que l'introduction de la télévision a un fort effet sur la baisse de la participation électorale. Cet effet s'explique principalement par une baisse de la lecture des journaux et de l'écoute de la radio qui conduisent à une baisse des connaissances politiques.
La télévision se veut pourtant plus accessible, voire « démocratique » que certains médias traditionnels, du fait que le contenu informatif ne demande pas de compétence en lecture, selon l'anthropologue Henrion-Dourcy. En Occident, Internet peut partager ces mêmes caractéristiques, mais dans les sociétés non occidentales, il s'agit du premier médium de masse en importance. Mankekar voit justement la télévision comme « un écran sur lequel se projette la culture et un espace d’où l’on peut voir le politique ».

#### Effet sur les résultats de l'élection
Les économistes Stefano Dellavigna et Ethan Kaplan ont comparé l'évolution du vote en faveur des Républicains entre 1996 et 2000 dans les villes pour lesquelles la chaîne de télévision conservatrice Fox News a été ajoutée au réseau câblé et dans les villes qui n'ont pas accès à Fox News. Ils mettent en avant un effet de l'introduction de Fox News sur le vote en faveur des Républicains. Dans les villes où Fox News a été introduite, les Républicains ont gagné entre 0,4 et 0,7 points de pourcentage entre 1996 et 2000. Cette étude montre le pouvoir de persuasion potentiel de la télévision.
En comparant les résultats aux élections parlementaires russes de 1999 dans les régions où il existe une chaîne de télévision indépendante du gouvernement et dans les régions où il n'en existe pas, les économistes Ruben Enikolopov, Maria Petrova et Ekaterina Zhuravskaya montrent qu'il existe un effet massif sur le résultat électoral. En présence d'une chaîne de télévision indépendante, le score du parti gouvernemental baisse de près de 9 points de pourcentage.

### Effet sur le comportement social
En s'appuyant sur des données indonésiennes, l'économiste Benjamin Olken montre que l'introduction de la télévision diminue la participation à des organisations sociales et la confiance en soi.
Selon Henrion-Dourcy, la télévision joue sur l'interaction entre les plans microsocial et macrosocial puisque de grandes questions comme sur la construction de l'identité nationale sont discutées dans l'intimité des foyers selon le contenu présenté à la télévision. De nombreux grands sujets sont traités soit pour défendre une idée, en contester une autre ou pour amener un débat social.
La télévision est devenue un symbole unificateur en Amérique dans les années 1950, juste après la guerre. C’est vite devenu un instrument ou un objet qui a intégré l’espace domestique dans les foyers.
Après la guerre beaucoup de familles américaines avaient perdues le sens d’une famille, on dit que la télé a été l’outil parfait pour retrouver l’unité dans les familles.
Tous les membres se rassemblaient au du moniteur et par la suite pouvaient avoir une discussion au tour de ce qu’ils suivent comme programme.
Il y a eu le terme télévision sociale, du fait que la télévision est devenue un élément unificateur, elle crée des liens et est un catalyseur pour la culture.
Au bout d’un moment il y a eu un sevrage, les familles ne se réunissaient plus au même moment pour se mettre devant l’écran. Chacun choisit un programme auquel il est attaché. Ce retournement a créé beaucoup de controverses, visiblement surtout auprès des enfants et des jeunes, qui passaient beaucoup plus de temps devant les écrans et de moins en moins pour ce qui concerne l’éducation (école) et les tâches qui leur étaient attribuées.
La guerre a tellement fait de ravages, que les commerçants des télévisions en ont profité et les présentaient comme un objet pour passer du temps famille (réunir) ou pour se détendre. Parce qu’ils savaient que les gens voulaient oublier les effets de la guerre et la télévision est l’objet parfait pour les aider.
Le fait est que la télévision a plus été prise comme un objet de distraction et détente plutôt qu’un objet d’apprentissage ou autre dans ce sens a créé cette conception de son usage, qui a eu des conséquences néfastes par la suite.
Cela a aussi grandement dépendu des classes sociales des utilisateurs.
Les familles nanties ont accès à la télé depuis les années 1930-1940, et à ce moment elle est considérée comme un objet de luxe et les ravages ou points négatifs de la télé n’étaient pas encore à l’ordre du jour. Pour eux c'est juste un instrument pour la décoration et n’a pas trop d’impact sur les liens entre les membres de la famille ou sur l’éducation des enfants. Ils n’avaient pas besoin d’une quelconque réunification car ils n’étaient pas vraiment atteints par la guerre grâce à leur statut social.
C’est vers les années 1950 que toutes les classes sociales commençaient à s’en procurer une.
Il y a eu aussi la perte de contrôle des parents qui ne peuvent plus surveiller les programmes suivis par les enfants pendant leur absence.
La télévision est devenue addictif aux quotidiens.
On est ensuite passé à l’étape de la dispute, entre frères (sœurs), entre époux, sur le choix du programme à suivre à la télévision.
La télévision est donc devenue un symbole de discorde.

### Une addiction?
La télévision offre une gratification immédiate aux téléspectateurs. Ce serait un plaisir qu’on regrette ensuite. Les enquêtes montrent que le petit écran est l’un des loisirs les plus frustrants pour les téléspectateurs eux-mêmes. La corrélation entre le nombre d’heures passées devant le téléviseur et les indices de satisfaction est négative. Selon Robert Putnam, comme toute consommation compulsive ou addictive, la téléphagie est une activité étonnamment peu valorisante.

## Les métiers de la télévision
Catégorie:Métier de la télévision

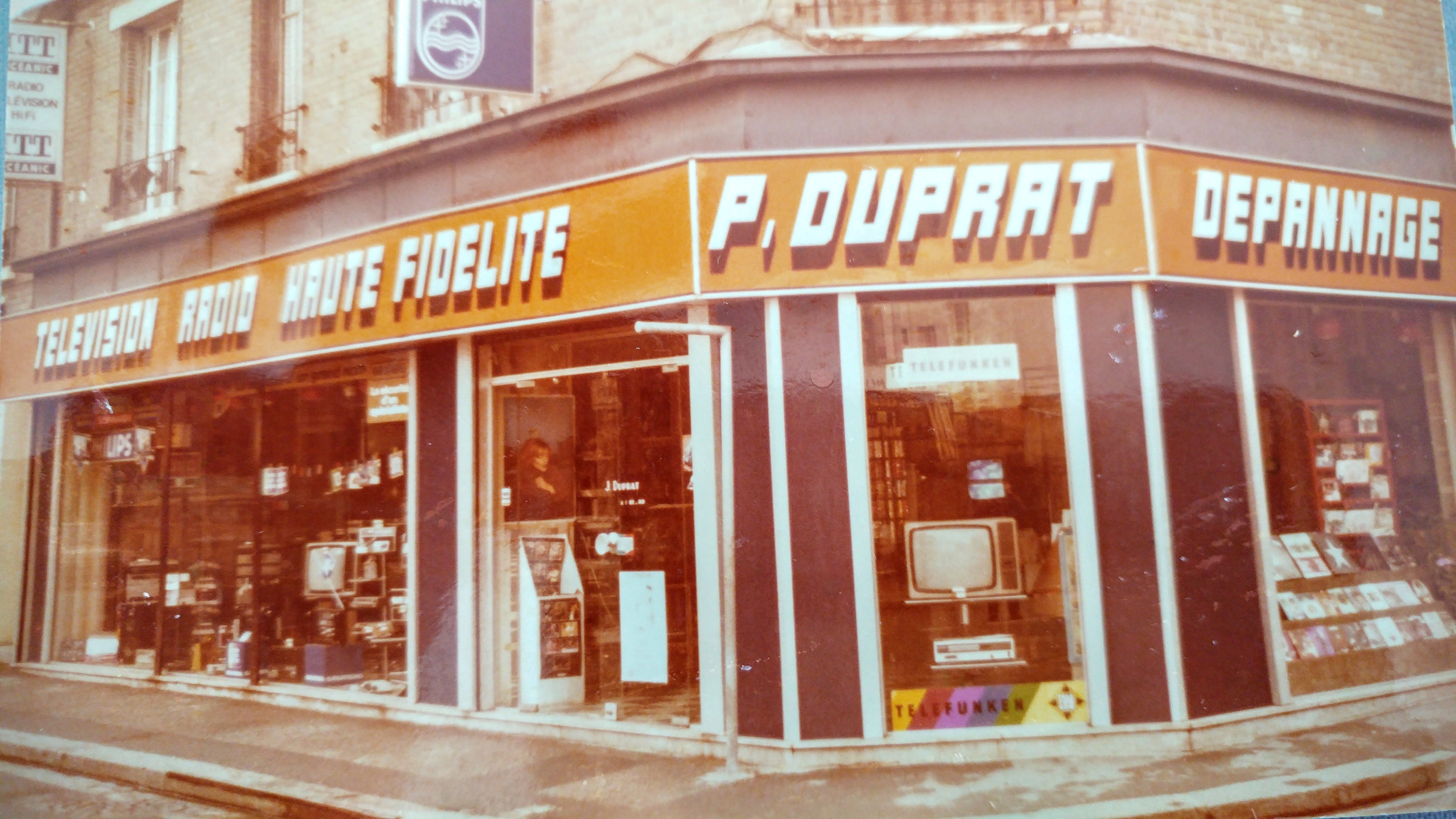
Magasin de vente et de réparation de télévision.

Les télévisions cathodiques et les magnétoscopes pouvaient être réparés. Lors de pannes, les appareils étaient confiés à des réparateurs.
Les commerçants qui vendaient des téléviseurs assuraient également leur réparation.

#### Histoire technique de la télévision
- (en) Albert Abramson, History of Television, 2 vol., Mc Farland, 1997 et 2002.
- (en) R. W. Burns, Television - an international history of the formative years, Peregrinus, Londres, 1998.
- André Lange (dir.), Histoire de la télévision (et de quelques autres médias), Université de Liège, 1999-
- Jean-Jacques Ledos, Dictionnaire historique de la télévision, L'Harmattan, 2013.
- Jean-Jacques Ledos, Petite contribution à l'histoire de la télévision, L'Harmattan, 2012.

#### Essais
- Boorstin Daniel, L'image, 1963.
- Lucien Bernier, Morvan Lebesque, La Télévision entre les lignes, Casterman, Bruxelles, 1967, 208 p.
- René Bailly, André Roche, Dictionnaire de la télévision, Éditions Larousse, Paris, 1967, 255 p.
- Max Leclerc, La République du Mépris, 1975.
- Mander Jerry, Four Arguments for the Elimination of Television, Perennial, 1978.
- Pierre Miquel, Histoire de la radio et de la télévision, Perrin, 1984. Résumé du livre
- Barnouw Eriube of Plenty: The Evolution of American Television, Oxford: Oxford University Press, 1992.
- Luc Boltanski, La Souffrance à distance, Métailié, 1993.
- Karl Popper, La télévision, un danger pour la démocratie, Anatolia, 1995.
- Bourdieu Pierre, Sur la télévision, Raisons d'agir, Paris, 1996  (ISBN 978-2-912107-00-8)
- Michel Meyer, Le livre noir de la télévision, Grasset, 2006.
- Bertrand Bergier, Pas très cathodique. Enquête au pays des sans télé, Eres, 2010.
- Isabelle Dumas-Pelletier, Télévision, Dans le secret des dieux et des divas, Jacob-Duvernet, 2011.

#### Santé
- Michel Desmurget, TV lobotomie, Max Milo Éditions, 2011  (ISBN 978-2-31500-145-3)

#### Roman
- Jean-Philippe Toussaint, La Télévision, Éditions de Minuit, 1997.

#### Jeunesse
- Susie Morgenstern, illustré par Pef, Oukélé la télé, Gallimard Jeunesse, 1984.

#### Anthropologie
- Henrion-Dourcy, Isabelle (2016) "Télévision [archive]", in Anthropen.org, Paris, Éditions des archives contemporaines.

### Filmographie
- Pas vu pas pris, documentaire (1998) réalisé par Pierre Carles sur les relations entre le milieu de la télévision française et la classe politique française.
- La Grande Lessive (!), film humoristique sur les méfaits de la TV (1969) réalisé par Jean-Pierre Mocky avec Bourvil et Francis Blanche.
- Le tube, film documentaire sur les effets de la TV sur le cerveau (2001) de Peter Entell.
- Black mirror , série qui dénonce la dépendance aux médias.

Voir aussi la Catégorie:Film documentaire sur les médias